# Sabelslugning
Sabelslugning er kunsten at stikke sværd (ikke blot sabler) eller andre aflange genstande ned gennem halsen. Udøveren kaldes en sabelsluger. Sabelslugning kræver at udøveren overvinder sin kvælningsrefleks – dette trænes ved at føre gradvist større og større ting ned i halsen.
| Fysiologi | Spire Denne artikel om fysiologi er en spire som bør udbygges. Du er velkommen til at hjælpe Wikipedia ved at udvide den. |

| Kunst og kultur | Spire Denne artikel om scenekunst og teater er en spire som bør udbygges. Du er velkommen til at hjælpe Wikipedia ved at udvide den. |